# هارولد سكوت
هارولد سكوت (4 سبتمبر 1907 - 29 يناير 1997) (بالإنجليزية: Harold Scott)‏ هو لاعب كريكت بريطاني (وحمل سابقاً جنسية المملكة المتحدة لبريطانيا العظمى وأيرلندا).